# Michał Drożdż
Michał Jan Drożdż (ur. 19 lutego 1958 w Nowym Sączu, zm. 15 czerwca 2023 w Tarnowie) – polski duchowny katolicki, teolog, filozof, medioznawca, profesor nauk społecznych, nauczyciel akademicki Uniwersytetu Papieskiego Jana Pawła II w Krakowie i Państwowej Wyższej Szkoły Zawodowej w Tarnowie, dziekan Wydziału Nauk Społecznych, były dyrektor Instytutu Dziennikarstwa i Komunikacji Społecznej oraz kierownik Katedry Mediów i Komunikacji Społecznej Wydziału Nauk Społecznych Uniwersytetu Papieskiego Jana Pawła II w Krakowie, a także członek Rady Programowej Telewizji Polskiej.

## Życiorys
Był synem Ferdynanda i Michaliny z domu Poręba. Jego bratem był Alojzy Drożdż, również duchowny. Pochodził z parafii Żeleźnikowa. Święcenia kapłańskie otrzymał 22 maja 1983 z rąk bpa Jerzego Ablewicza. W tym samym roku na Wydziale Teologicznym Papieskiej Akademii Teologicznej w Krakowie uzyskał magisterium z teologii na podstawie pracy pt. Spór między idealizmem a realizmem w mechanice kwantowej według Henryka Mehlberga, napisanej pod kierunkiem ks. doc. dra hab. Michała Hellera. Ukończył Journalism nad Social Communications na Politechnice Federalnej w Zurychu.
W 2003 uzyskał stopień doktora nauk humanistycznych w zakresie filozofii (specjalność filozofia przyrody) na podstawie dysertacji Faktyczność i możliwość. Interdyscyplinarna analiza koncepcji struktury czasu Carla Friedricha von Weizsäckera w ramach jego integralnego systemu myślenia w Uniwersytecie Leopolda Franciszka w Innsbrucku. Stopień doktora habilitowanego nauk o mediach i komunikacji społecznej nadał mu Uniwersytet Katolicki w Rużomberku w 2007 na podstawie rozprawy Logos i ethos mediów. Dyskurs paradygmatyczny filozofii mediów. W 2020 otrzymał tytuł profesora nauk społecznych.
Zainicjował rokrocznie organizowaną przez Uniwersytet Papieski Jana Pawła II w Krakowie Międzynarodową Konferencję Etyki Mediów. W 2011 zorganizował na tejże uczelni IV European Central Communication Forum. W latach 1993–2005 był dyrektorem programowym Radia Plus, później RDN Małopolska, a w okresie od września 1993 do sierpnia 1997 również Wydawnictwa Biblos. Jest redaktorem naczelnym "Studia Socialia Cracoviensia". Specjalizował się w filozofii mediów i komunikacji, teorii dziennikarstwa, filozofii kultury i aksjologii komunikowania. 
Ks. prof. Drożdż był członkiem Zarządu Polskiego Towarzystwa Komunikacji Społecznej, przewodniczącym Sekcji "Aksjologii Komunikowania" PTKS, zastępcą przewodniczącego Polskiego Stowarzyszenia Edukacji Medialnej i Dziennikarskiej oraz członkiem Stowarzyszenia Dziennikarzy Polskich i Katolickiego Stowarzyszenia Dziennikarzy. Był także członkiem Rady Doskonałości Naukowej na kadencję 2019-2024, członkiem Rady Naukowej Konferencji Episkopatu Polski i Rady ds. Mediów Konferencji Episkopatu Polski oraz sekretarzem Tarnowskiego Koła Teologicznego i Asystentem Kościelnym Katolickiego Stowarzyszenia Wychowawców w Tarnowie. Był członkiem Zespołu ds. Mediów V Synodu Diecezji Tarnowskiej.
Od października 2017 do 2023 pełnił funkcję delegata ds. mediów Diecezji Tarnowskiej. W listopadzie 2017 został mianowany przewodniczącym Naczelnego Sądu Dziennikarskiego w Stowarzyszeniu Dziennikarzy Polskich. W 2019 został członkiem Rady Doskonałości Naukowej I kadencji. 
W 2019 został Archidiakonem Kapituły Kolegiackiej w Nowym Sączu, w której jako kanonik zasiadał od 2001.
W dniu 28 kwietnia 2021 został wybrany członkiem Rady Programowej Telewizji Polskiej na okres czteroletniej kadencji.
Został odznaczony Srebrnym Krzyżem Zasługi (2019) i Krzyżem Kawalerskim Orderu Odrodzenia Polski (pośmiertnie, 2023).

## Wybrane publikacje
Autor kilkudziesięciu artykułów oraz książek z obszaru filozofii nauki, filozofii mediów, teorii mediów i etyki mediów.
- 1998: Początek świata – Biblia a nauka (współredakcja Michał Heller)
- 2002: Faktizität und Möglichkeit Carl Friedrich von Weizsäcker Verständnis der Zeit (autorska)
- 2005: Osoba i media. Personalistyczny paradygmat etyki mediów (autorska)
- 2005: Logos i ethos mediów. Dyskurs paradygmatyczny filozofii mediów (autorska)
- 2005: Media. Teorie i fikcje (autorska)
- 2006: Etyczne orientacje w mediosferze (autorska)
- 2006: Radio plus Dobra Nowina (autorska)
- 2009: Internet światem człowieka (współredakcja Jerzy Smoleń)
- 2009: Media światem człowieka (współredakcja Ignacy Stanisław Fiut),
- 2010: Prawda w mediach – między ideałem a iluzją (redakcja)
- 2010: Wolność w mediach – między poprawnością a odpowiedzialnością (redakcja)
- 2011: Nie lękajcie się. Jan Paweł II i media (współautor Andrzej Baczyński)
- 2012: Dobro w mediach - z cienia do światła (współredakcja Andrzej Baczyński)
- 2012: Odpowiedzialność w mediach - od przypadku do celu (współredakcja Andrzej Baczyński)